# Star Trek (videogioco 1971)
Star Trek è un videogioco strategico testuale ispirato alla serie televisiva Star Trek, realizzato non commercialmente da Mike Mayfield nel 1971 tramite linguaggio BASIC e inizialmente diffuso su mainframe e minicomputer. Il gioco ha raggiunto una grande popolarità dopo l'inclusione del codice sorgente nel libro BASIC Computer Games di David H. Ahl, in una versione denominata Super Star Trek (1978). Venne poi riprodotto in innumerevoli rifacimenti e varianti per personal computer.

## Storia

### Origini
Star Trek è stato inizialmente concepito da Mike Mayfield, durante l'estate del 1971. Dopo alcune sessioni di brainstorming con alcuni suoi amici, scrisse il gioco utilizzando il suo account di studente nel computer SDS Sigma 7 presente nell'Università della California sede di Irvine. Dopo l'acquisto di un calcolatore HP-35, Mayfield cominciò a frequentare gli uffici della Hewlett-Packard; qui ricevette il permesso di utilizzare un HP 2000 per convertire il suo videogioco. La HP inserì il codice sorgente del gioco nella sua raccolta di software di pubblico dominio.
David H. Ahl, dopo avere ottenuto una copia del listato, decise di convertirlo dal BASIC del computer HP a quello della DEC, dove lavorava; lo inserì in una newsletter da lui curata che era piuttosto popolare tra gli utilizzatori dei sistemi dell'azienda del Massachusetts. In seguito raccolse molti giochi pubblicati sulla newsletter in un libro dal titolo 101 BASIC Games, intitolando Star Trek come SPACWR (Space War).

### Super Star Trek
All'inizio del 1974 Bob Leedom portò la versione di Ahl per il Data General Nova, introducendo alcune novità e migliorie generali. Scrisse una lettera alla rivista People's Computer Company, offrendo una copia del codice a chiunque la richiedesse.
Nel frattempo Ahl, dopo avere lasciato la DEC e in seguito la AT&T per fondare la rivista Creative Computing, ottenne una copia del gioco e la pubblicò sulla stessa con il nome di Super Star Trek, indicando Leedom come coautore. La stessa versione verrà riproposta anche in The Best of Creative Computing (1978) e, dopo averla convertita per Microsoft BASIC, nel libro BASIC Computer Games.
Il libro, pubblicato nel periodo della diffusione degli home computer al grande pubblico, ottenne un grande successo; i giochi venivano convertiti per la maggior parte delle piattaforme sul commercio. Le vendite del libro arrivarono al milione di copie nel 1979. Ad un certo punto Ahl ottenne i diritti dalla Paramount Pictures per utilizzare il nome Star Trek in maniera ufficiale.